# Paul Barguet
Paul Barguet (né le 8 septembre 1915 à Montbéliard et mort le 1er février 2012 à Dax) est un égyptologue français.
Docteur es-lettres, chargé de mission au CNRS, pensionnaire de l'IFAO de 1948 à 1952, puis directeur scientifique du Centre franco-égyptien d'étude des temples de Karnak où il est remplacé en 1978 par Jean-Claude Goyon.
Il a été conservateur au département des Antiquités égyptiennes du Musée du Louvre et professeur d'épigraphie égyptienne à l'École du Louvre.
Paul Barguet a ensuite été directeur de l'Institut d'égyptologie de l'université Lyon II où lui succède en 1981 Jean-Claude Goyon dont il fait en 1993 son exécuteur testamentaire en lui confiant ses mémoires.

## Distinctions
- Officier des Palmes académiques

## Publications
- La Stèle de la famine à Séhel,, Imprimerie de l'Institut français d'archéologie orientale du Caire, 1953 en ligne
- Les Textes des sarcophages égyptiens du Moyen Empire, Édition du Cerf, coll. « Littérature Ancienne du Proche-Orient », 1986, 725 p. (ISBN 978-2-204-02332-0)
- Le Livre des morts des anciens égyptiens, Édition du Cerf, coll. « Littérature Ancienne du Proche-Orient », 1967 (ISBN 978-2-204-01354-3)
- Le temple d'Amon-Re à Karnak : essai d'exégèse, IFAO, octobre 2007 (ISBN 978-2-7247-0424-2 et 2-7247-0424-X)
- Aspect de la pensée religieuse de l'Égypte ancienne, Maison de Vie, coll. « Égypte ancienne », 7 juillet 2001, 236 p. (ISBN 978-2-909816-38-8)